# Lydia Potechina
Lydia Potechina (née le 5 septembre 1883 à Saint-Pétersbourg et morte le 30 avril 1934 à Berlin) est une actrice russe et soviétique.

## Biographie
À la suite de la Révolution de 1917, Lydia Potechina émigra en Allemagne en 1918.

## Filmographie partielle
- 1921 : Les Trois Lumières de Fritz Lang
- 1923 : Carrousel de Dimitri Buchowetzki
- 1923 : Fräulein Raffke de Richard Eichberg
- 1924 : L'Étoile du cirque (Der Sprung ins Leben) de Johannes Guter
- 1926 : Manon Lescaut d'Arthur Robison
- 1926 : Die keusche Susanne
- 1928 : Luther – Ein Film der deutschen Reformation d'Hans Kyser
- 1928 : Die Todesschleife d'Arthur Robison
- 1929 : Mon cœur est un jazz band

## Source de la traduction
- (de) Cet article est partiellement ou en totalité issu de l’article de Wikipédia en allemand intitulé « Lydia Potechina » (voir la liste des auteurs).